# Бышев (Киевская область)
Бы́шев (укр. Бишів) — село в Киевской области Украины, административный центр Бышевского сельского совета. Расположен в среднем течении реки Лупы, впадающей в р. Ирпень. Относительно происхождения названия села существует мнение, что произошло оно от двух слов: «бій» и «ішов». К Бышевскому сельскому совету также относятся населённые пункты: Горобиевка, Лубское, Ферма.

## Аэродром
В 2 км южнее Бышева расположен одноимённый аэродром сельскохозяйственных, учебных, тренировочных, спортивных, экспериментальных полетов на сверхлегких и очень легких летательных аппаратах. В аэроклубе проводится обучение полетам на дельтапланах, мотодельтапланах, планерах, вертолетах, аэростатах.